# Marc Almert
Marc Almert, né le 28 juin 1991 à Cologne, est un sommelier allemand qui remporte notamment en mars 2019 le concours de meilleur sommelier du monde. Depuis 2017, il officie en tant que chef sommelier du restaurant Pavillon de l'hôtel Baur au Lac à Zurich.

## Biographie

### Formation
Originaire de Cologne et après y avoir obtenu un baccalauréat international bilingue à la St. George's School (en), Marc Almert effectue en alternance, à partir de 2008, son apprentissage en gestion hôtelière (Berufsausbildung zum Hotelfachmann) durant trois années au sein de l'Excelsior Hotel Ernst de sa ville natale. Il poursuit en parallèle une formation complémentaire de barman, dispensée par la Chambre de commerce et d'industrie (de) de Cologne, qu'il obtient en 2011.
Il termine ensuite sa formation par un programme de perfectionnement professionnel en gestion de la restauration (Food & Beverage Management Trainee) qu'il va compléter en effectuant une série de stages de trois mois dans cinq hôtels de luxe partenaires, tous membres de la « Selektion Deutscher Luxushotels » : le Fairmont Vier Jahreszeiten à Hambourg, le Brenners Park-Hotel & Spa (de) à Baden-Baden, le Nassauer Hof à Wiesbaden, le Park Hotel (de) à Brême et le Grand Hotel (en) à Heiligendamm. Cette période va lui permettre d'acquérir une solide expérience, de le faire voyager dans toute l’Allemagne et de découvrir son amour et sa passion pour le vin.

### Carrière
À partir de novembre 2012, il obtient son premier emploi en tant que commis sommelier au restaurant gastronomique Ente,  au Guide Michelin, de l'hôtel Nassauer Hof de Wiesbaden. Après avoir appris les bases de son métier pendant deux ans, il retourne à Hambourg en tant que sommelier du restaurant Haerlin,  au Guide Michelin, de l'hôtel 5 étoiles Fairmont Vier Jahreszeiten (en), où il est également responsable des vins d'une douzaine de points de vente.
En janvier 2017, Marc déménage à Zurich, en Suisse, pour prendre le poste de chef sommelier du restaurant Pavillon,  au Guide Michelin, de l'hôtel 5 étoiles Baur au Lac aux côtés d'Aurélien Blanc, directeur du restaurant gastronomique et meilleur sommelier de Suisse 2018, et de Laurent Éperon, chef cuisinier. Il est non seulement responsable des vins de l’hôtel et de ses restaurants, mais également de l'offre du site de vente en ligne et des boutiques de la filiale de distribution de vins Baur au Lac Vins.

### Concours de sommellerie

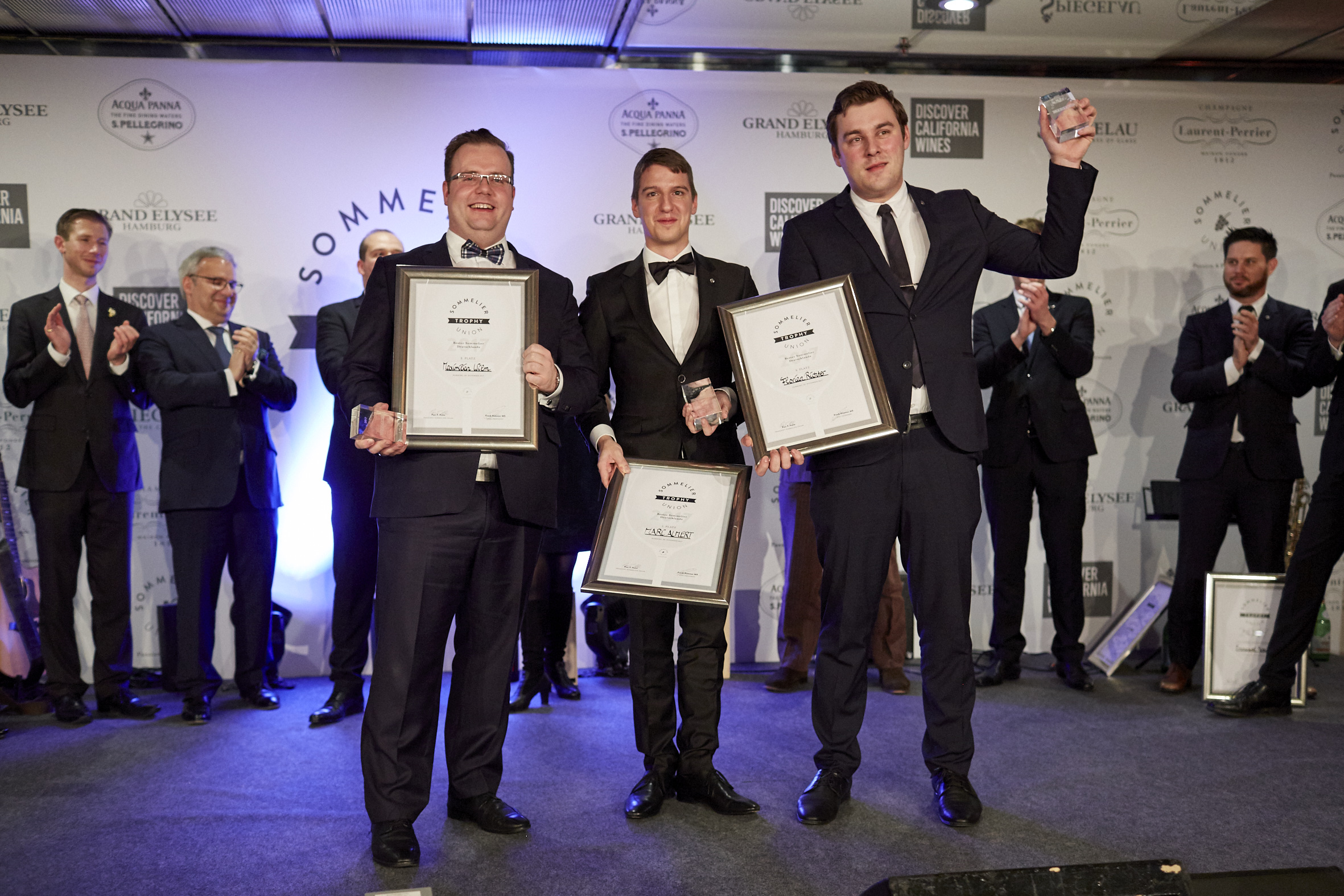
Marc Almert (au centre) lorsqu'il remporte le trophée du meilleur sommelier d'Allemagne en 2017.

Parallèlement à sa carrière, il prend part avec succès à divers concours nationaux et internationaux de sommellerie. Après avoir remporté en 2015 le concours national des Jeunes Sommeliers organisé par la Chaîne des Rôtisseurs d'Allemagne, il représente son pays à Adélaïde au concours mondial des Jeunes Sommeliers de cette même organisation où il va terminer à la 4e place. L'année suivante, il remporte la Coupe du sommelier des vins d'Afrique du Sud (WOSA's Sommelier Cup) et le Gaggenau International Sommelier Award.
En mars 2019, ayant précédemment remporté le trophée du meilleur sommelier d'Allemagne en 2017, il représente pour la première fois l'Allemagne en finale du concours du meilleur sommelier du monde à Anvers (Belgique). À sa grande surprise, il y remporte le titre et devient ainsi à 27 ans le plus jeune lauréat de ce concours et le deuxième allemand à le remporter après Markus Del Monego en 1998.

### Autres activités
Marc prépare également le diplôme de Master Sommelier de la Court of Master Sommeliers (en) et a déjà obtenu les trois niveaux précédents : Introductory Sommelier et Certified Sommelier en 2015 puis Advanced Sommelier en 2016.
Aujourd'hui, Marc Almert partage régulièrement ses connaissances et son savoir-faire lors de ses participations à des séminaires et à des animations de dégustations. Il est également actif pour le compte de la Sommelier-Union Deutschland (de), qui lui a apporté un soutien régulier et important lorsqu'il préparait et s'entraînait aux diverses compétitions de sommellerie. 
Début 2020, il intègre la commission Éducation de l'Association de la Sommellerie Internationale. Il est également souvent sollicité en tant que jury de concours de sommellerie, de concours de vins ou de carte des vins de restaurant.

## Distinctions

### Palmarès de sommelier

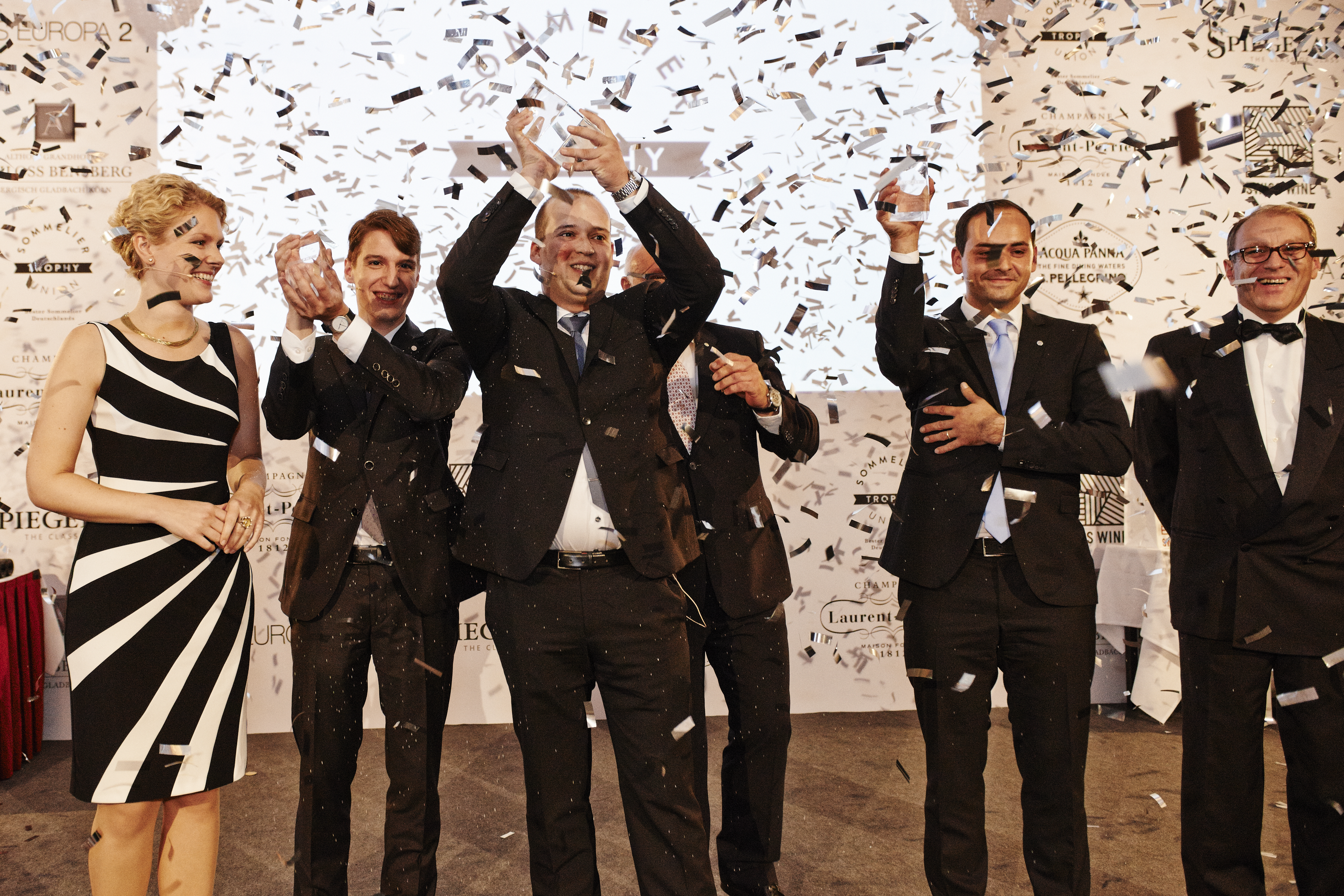
Remise des prix lors du trophée du meilleur sommelier d'Allemagne en 2015.

Le palmarès de Marc Almert s’étoffe d'année en année au fil de ses participations aux différents concours nationaux et internationaux de sommellerie, :
- 2014 : 2e du concours national des Jeunes Sommeliers de la Chaîne des Rôtisseurs d'Allemagne.
- 2015 : Vainqueur du concours national des Jeunes Sommeliers de la Chaîne des Rôtisseurs d'Allemagne.
- 2015 : 4e du concours mondial des Jeunes Sommeliers de la Chaîne des Rôtisseurs à Adélaïde.
- 2015 : 2e du trophée du meilleur sommelier d’Allemagne (SUD) à Bensberg.
- 2016 : Vainqueur du Gaggenau International Sommelier Award à Vienne.
- 2016 : Vainqueur de la Coupe du sommelier des vins d'Afrique du Sud (WoSA) au Cap.
- 2017 : Vainqueur du trophée du meilleur sommelier d’Allemagne (SUD) à Hambourg.
- 2019 : Vainqueur du concours du meilleur sommelier du Monde (ASI) à Anvers.

### Prix et récompenses
- 2020 : Sommelier Michelin Suisse de l'année à Lugano[11],[12].
- 2020 : Sommelier de l'année du magazine Falstaff (Suisse)[13].
- 2021 : Sommelier de l'année par Sommelierverband Deutschschweiz SVS/ASSP[14].
- 2021 : Sommelier de l'année du Frankfurter Allgemeine Sonntagszeitung[15].

#### Internet
- Site officiel
- (en) « Marc Almert », sur Star Wine List.

#### Presse
- Rodolphe Wartel, « [ENTRETIEN] Marc Almert, Meilleur Sommelier du monde », sur Terre de Vins, 17 juin 2019.
- Vinexpo, « Entretien exclusif avec le Meilleur Sommelier du monde 2019 de l’ASI, Marc Almert », sur Le Figaro, 26 avril 2019.
- (en) Richard Siddle, « Marc Almert: WOSA’s Sommelier Cup helped me be the best », sur The Buyer, 3 juin 2019.

#### Vidéos
- [vidéo] « Un an après sa consécration, rencontre avec Marc Almert » sur Vitisphere TV, 26 février 2020, 4 min.
- [vidéo] « Le meilleur sommelier du monde trouvait que le vin "empestait" » sur AFP, 7 juin 2019, 2 min.
- [vidéo] « Marc Almert Meilleur Sommelier du Monde » sur La Chaîne des Sommeliers, 17 mars 2019, 6 min.